# Sue Black (Informatikerin)

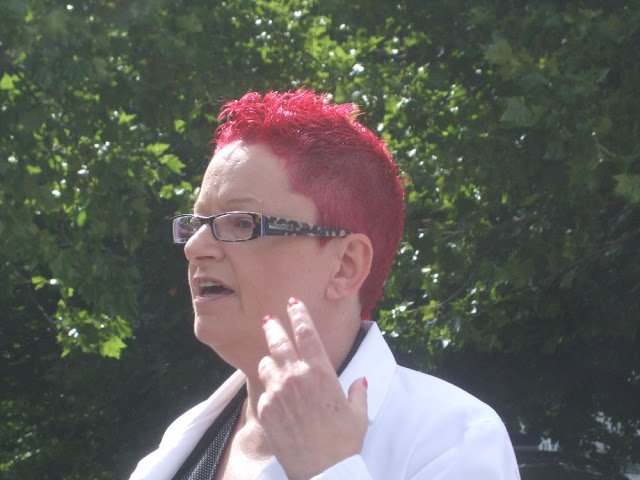
Sue Black, 2013

Susan Elizabeth Black (* 1962 in Fareham, Hampshire) ist eine britische Informatikerin und Sozialunternehmerin. Seit 2018 ist sie Professorin für Informatik und Technology Evangelist an der University of Durham. Zuvor war sie an der University of Westminster und am University College London tätig.

## Jugend und Studium
Sue Black verließ die Schule und das Elternhaus mit 16 Jahren, dem frühesten gesetzlichen Alter. Sie heiratete mit 20 und hatte bald drei Kinder.
Nachdem ihr Mann Black und ihre Kinder vertrieben hatte, suchte sie Schutz in einem örtlichen Frauenhaus. Sie begann einen Mathematikkurs an einer Abendschule, der sie zur Aufnahme eines Studiums berechtigte. Black erwarb 1993 einen Bachelor-Abschluss in Informatik an der London South Bank University und promovierte 2001 in Softwaretechnik mit einer Forschungsarbeit über den Ripple-Effekt unter der Leitung von Robin Whitty.

## Karriere und Forschung
Black war Leiterin des Department of Information and Software Systems an der University of Westminster und leitende wissenschaftliche Mitarbeiterin am University College London (UCL). Seit 2018 ist sie Professorin für Informatik und Technology Evangelist an der Durham University und Honorarprofessorin am UCL.
Sie war die Gründungsvorsitzende der Fachgruppe BCSWomen der British Computer Society (BCS), die sie von 2001 bis 2008 leitete. Sie ist eine Verfechterin von Frauen in der Informatik.

### Kampagnen
Black führte über mehrere Jahre hinweg eine erfolgreiche Kampagne durch, um die Finanzierung der Restaurierung von Bletchley Park, dem britischen Zentrum für die Entschlüsselung feindlicher Nachrichten im Zweiten Weltkrieg, sicherzustellen. Im Jahr 2003 begann sie, mit einem Blog auf die Stätte aufmerksam zu machen, nachdem sie die Stätte besucht und den entsetzlichen Zustand der Gebäude gesehen hatte. Das Foto einer der Baracken mit einer blauen Plane, die die verfallende Struktur schützt, trug dazu bei, das Interesse zu wecken. Die Öffentlichkeitsarbeit wurde durch eine aktive Twitter-Präsenz ergänzt, die noch mehr Anhänger und Interessierte anlockte.
Ende 2015 veröffentlichte Black das Buch Saving Bletchley Park, das zunächst über Unbound finanziert wurde und sich zum schnellsten Crowdfunding-Buch aller Zeiten entwickelte.
Black gründete Techmums und wandte sich an Mütter, die verstehen wollten, was ihre Kinder online treiben. Techmums bietet kostenlose Schulungen in digitaler Sicherheit, sozialen Medien, der Programmiersprache Python, mit dem Ziel, das Selbstvertrauen der Frauen zu stärken, die digitale Kluft zu überwinden und ihnen zu helfen, der Armut zu entkommen. Das Pilotprogramm fand an der Bishop Challoner Catholic Collegiate School im Stadtbezirk London Borough of Tower Hamlets statt. Techmums beschreibt sich selbst als „ein akkreditiertes Programm von kurzen, praktischen Workshops“ mit einer unterstützenden Online-Community.

### Politik
Im März 2019 gab die Women's Equality Party (Partei für die Gleichberechtigung der Frau) bekannt, dass Black ihre Kandidatin bei den Wahlen zum Bürgermeister von London (Mayor of London) 2020 sein würde. Im Februar 2020 zog sich Black aus gesundheitlichen Gründen als Kandidatin der Partei zurück.

## Preise und Auszeichnungen
- 2009: John Ivinson Award der British Computer Society[22]
- 2011: PepsiCo Women's Inspiration Award[23]
- 2012: „10 Women in Tech Who Give Back“ von Datamation[24]
- 2014: „30 Women in IT“ der British Computer Society und Vorstellung im Buch „Women in IT: Inspiring the next generation“[25]
- 2015: 7. einflussreichste Frau in der britischen IT-Branche laut Computer Weekly[26]
- 2016: Officer of the Order of the British Empire (OBE)[27][28]
- 2017: Social Impact Abie Award von AnitaB.org[29][30]